# DHRS4
DHRS4 (англ. Dehydrogenase/reductase 4) – білок, який кодується однойменним геном, розташованим у людей на короткому плечі 14-ї хромосоми. Довжина поліпептидного ланцюга білка становить 278 амінокислот, а молекулярна маса — 29 537.
| 10         |  | 20         |  | 30         |  | 40         |  | 50         |
| ---------- |  | ---------- |  | ---------- |  | ---------- |  | ---------- |
| MHKAGLLGLC |  | ARAWNSVRMA |  | SSGMTRRDPL |  | ANKVALVTAS |  | TDGIGFAIAR |
| RLAQDGAHVV |  | VSSRKQQNVD |  | QAVATLQGEG |  | LSVTGTVCHV |  | GKAEDRERLV |
| ATAVKLHGGI |  | DILVSNAAVN |  | PFFGSIMDVT |  | EEVWDKTLDI |  | NVKAPALMTK |
| AVVPEMEKRG |  | GGSVVIVSSI |  | AAFSPSPGFS |  | PYNVSKTALL |  | GLTKTLAIEL |
| APRNIRVNCL |  | APGLIKTSFS |  | RMLWMDKEKE |  | ESMKETLRIR |  | RLGEPEDCAG |
| IVSFLCSEDA |  | SYITGETVVV |  | GGGTPSRL   |  |            |  |            |

A: Аланін

C: Цистеїн

D: Аспарагінова кислота

E: Глутамінова кислота

F: Фенілаланін

G: Гліцин

H: Гістидин

I: Ізолейцин

K: Лізин

L: Лейцин

M: Метіонін

N: Аспарагін

P: Пролін

Q: Глутамін

R: Аргінін

S: Серин

T: Треонін

V: Валін

W: Триптофан

Кодований геном білок за функціями належить до оксидоредуктаз, фосфопротеїнів. 
Задіяний у таких біологічних процесах, як ацетилювання, альтернативний сплайсинг. 
Білок має сайт для зв'язування з НАДФ. 
Локалізований у ядрі, пероксисомах.